# Fuckin' Perfect
«Fuckin' Perfect» —en español «Jodidamente perfecta»— (titulado «Perfect» para la radio) es el segundo sencillo de la cantante y compositora Pink de su primer álbum recopilatorio, Greatest Hits...So Far!!!. La canción está escrita por Pink, Max Martin y Shellback y producido por los dos últimos. Debutó en el # 10 en el Australian ARIA Singles Chart, en el #71 en el UK Singles Chart y esta en el Hot 100 en el número 30 en los EE. UU., todo esto antes del lanzamiento oficial. Líricamente, alienta a las personas a aceptarse entre sí por sus verdaderas identidades. El vídeo musical fue lanzado en 2011, una para la versión original y otra para la versión censurada («Perfect»). Ambas tienen restricción de edad debido a las escenas explícitas de sexo y temas de suicidio o autolesiones.

## Video musical

### Antecedentes
El rodaje del video musical se inició el 5 de diciembre de 2010, durante las primeras semanas del embarazo de Pink. El video musical se centra principalmente en la vida de una mujer que superó varias luchas para convertirse en un artista de éxito. El papel principal fue interpretado por Tina Majorino, según lo confirmado por Pink a través de Twitter y Facebook, describiéndola como "increíblemente talentosa."
«Fuckin' Perfect» fue dirigido por Dave Meyers, con quien ya ha grabado diversos videos musicales, incluyendo «Stupid Girls» y «So What».El video se estrenó el 19 de enero de 2011 en MTV y en el canal oficial de Pink en VEVO. Iba acompañado de un mensaje personal de Pink, publicado en su página web oficial:
"Cortar, y el suicidio, dos síntomas muy diferentes de un mismo problema, están ganando en nosotros. (El problema de ser, la alienación y la depresión son los síntomas;. Cortar y el suicidio). Yo personalmente no sé de una sola persona que no haya pasado por lo menos dos de estas."
Ella explica que, mientras que el vídeo se puede considerar sorprendente, se pretende abrir los ojos a estos problemas. Además, Pink cree que el video es un mensaje a todos los que necesitan ayuda. Pink describe el proceso de hacer el video como una "experiencia muy emotiva" y relacionado con el tema central de «Fuckin' Perfect» al hijo que está esperando, diciendo: "tengo una vida dentro de mí, y quiero que sepa que voy a aceptar que él o ella abiertamente, cariñosa y con grandes abrazos. Y que se prepare para un mundo que a veces es cruel, pero también le haré ver la belleza que este mismo tiene. " También señaló que espera que el video de "Ruffle Some Feathers", cause controversia.

### Sinopsis
El vídeo comienza con un hombre y una mujer, acostados en la cama, manteniendo relaciones sexuales. La mujer parece deprimida y reflexiva. Cuando se queda mirando un osito de peluche, la canción comienza y el espectador es transportado en el tiempo a cuando ella era una niña y un niño le arrebató ese osito. La niña se enfurece y entonces golpea al niño en el patio del recreo. Entonces su maestra se da cuenta y la castiga. El vídeo muestra diferentes etapas de su vida: cuando era una niña, una pelea con su madre, drogándose, siendo el tema de chismes por parte de un grupo de niñas, y los hurtos que ella comete. Comienza entonces mostranto sus problemas alimenticios, y su peso demuestra que es anoréxica. La siguiente escena la muestra en una bañera y con la palabra 'PERFECT' cortada en el brazo con una cuchilla. Mientras está acostada en la bañera, observa el mismo oso de peluche de su infancia. Entonces se levanta y se corta el cabello.
Cerca del final del vídeo, mira las fotos mientras de forma positiva y entusiasta de su trabajo. Se convierte en un artista de éxito con sus pinturas, que aparecen en una exposición de arte. Allí Pink le alza la copa y la niña sonríe y levanta su copa al tiempo. Al final del vídeo se encuentra con el hombre que está en la cama al principio. De vuelta al presente, el mismo hombre la abraza y le sonríe. Ella se levanta de la cama, coge su osito de peluche de la infancia y entra en la habitación de su hija. En la escena final, está dejando el osito junto a su hija, que está dormida, y canta: "Tú eres perfecta para mí" ("you are perfect to me").

### Recepción
Billboard habló sobre el video en dos críticas diferentes, y en gran medida positivas, y lo describió como "controvertido", diciendo: "Optar por el título de su nuevo sencillo 'F ** kin' Perfecto 'y luigo abrir su video con descripciones gráficas de sexo y escenarios sangrientos de corte y el suicidio, Pink sabía sus últimos proyectos se generarían controversia. Y y ssiasí es como ella lo quiere quiere, porque en este caso particular, el enfoque directo de la cantante de 31 años de edad, es para garantizar que el mensaje en la música no se pierde ni se ignoran."
En el segundo examen, Mónica Herrera comienza diciendo: «Si el nuevo video musical de "F**kin' Perfect" no te hace llorar o temblar o encogerte en algún momento, tienes la piel más gruesa que nosotros». Ella también se refirió a una escena en particular en el video, y agregó, «La historia del vídeo de Pink directamente sólo una vez, cuando ella brinda por la fesicidad recién descubierta de la muchacha desde el otro lado de una habitación llena de gente... y es suficiente para hacer que usted desea la copa de inmediato junto con ellos.»
MTV alabó el video, dando un "sombrero" a Pink, diciendo que el video fue una llamada "a la conciencia sobre un problema creciente que rodea la depresión, el entumecimiento y la impotencia que lleva a cortarse y suicidarse. Su intención, como siempre, es agitar algunas conciencias y agitar algunos duermientes mientras señala "No pueden mover las montañas susurrandolas." El video fue nomidado como mejor video con mensaje en los MTV Video Music Awards de 2011 pero finalmente ganó Lahy Gaga con 'Born this way'.
Este video musical de la artista Pink no se puede ver hasta los 12 años las escenas explícitas de sexo.

## Versiones
- En 2011, la canción fue cover de la serie de televisión musical en Glee, en el episodio "I Kissed a Girl", en la que fue cantado por Darren Criss y Chris Colfer.
- Kidz Bop hizo Perfect en Kidz Bop 20.
- El 6 de marzo de 2012 Kelly Clarkson hace un cover de la canción como una petición del fan durante su gira Stronger Tour en London, Canadá.
- Hollie Cavanagh cover "Perfect" en la primera semana top 7 de American Idol en 2012.

## Lista de canciones
- Digital download[4]

1. "F**kin' Perfect" – 3:33
2. "Whataya Want from Me" – 3:46
3. "Perfect" – 3:33

- German CD single[5]

1. "F**kin' Perfect" – 3:33
2. "Whataya Want from Me" – 3:46

- Australian digital download EP[6]

1. "F**kin' Perfect" – 3:33
2. "Whataya Want from Me" – 3:46
3. "Perfect" – 3:33
4. "F**kin' Perfect" (music video) – 4:07

## Posicionamiento

### Listas
| Listas (2010-2011)             | Mejor posición |
| ------------------------------ | -------------- |
| Australian Singles Chart       | 10             |
| Brasil Hot 100                 | 21             |
| Canadá                         | 2              |
| Irlanda (IRMA)                 | 16             |
| Nueva Zelanda (RIANZ)          | 2              |
| Reino Unido (UK Singles Chart) | 11             |
| US Billboard Hot 100           | 2              |
| US Pop Songs                   | 1              |

### Certifications
| País      | Cerificaciones |
| --------- | -------------- |
| Australia | Gold           |

### Posicionamiento - Fin de año
| Listas (2010)            | Posición |
| ------------------------ | -------- |
| Australian Singles Chart | 93       |